# Screamer Radio
Screamer Radio is een freeware programma voor het beluisteren en opnemen van internetradio op Windows-computers.  De software oogt vrij sober, maar de klassieke toetsen van een mediaspeler/opnemer met volumeregeling zijn aanwezig. Bovendien kan een lijst met internetradio's doorlopen worden, gerangschikt per genre en per land, en kunnen stations toegevoegd worden aan een persoonlijke lijst met bladwijzers/favorieten.

## Technisch
Het programma was oorspronkelijk opgesteld in C++, maar werd nadien herschreven in C# voor .NET, met de BASS-library voor streaming en audio playback. Automatische updates worden beheerd door 
Squirrel-GitHub.
Besturingssystemen: Screamer Radio is enkel bedoeld voor computers met Microsoft Windows (XP wordt niet langer ondersteund)
Screamer Radio kan muziek weergeven die in diverse formaten wordt uitgezonden: Shoutcast en Icecast MP3, Icecast Ogg Vorbis, WMA, AAC en AAC+.